# Bravee
Bravee is een historisch Nederlands merk van speedwaymotoren.
Deze speedwaymotoren werden in de jaren na de Tweede Wereldoorlog gebouwd door van der Veer en Brakel in Hilversum.